# Seznam turških košarkarjev
Seznam turških košarkarjev.

## A
- Tutku Açık
- Cenk Akyol
- Işıl Alben
- Furkan Aldemir
- Ender Arslan
- Ömer Aşık
- Engin Atsür
- Efe Aydan

## B
- Doğuş Balbay
- Aziz Bekir
- Hüseyin Beşok

## E
- Orhun Ene
- Semih Erden
- Harun Erdenay
- Barış Ermiş

## G
- Kerem Gönlüm
- Sinan Güler

## H
- Barış Hersek

## I
- Ersan İlyasova

## K
- Enes Kanter
- Nilay Kartaltepe
- Sultan Kösen
- İbrahim Kutluay

## O
- Mehmet Okur
- Ömer Onan
- Cedi Osman
- Hüseyin Öztürk

## P
- Asım Pars
- Kaya Peker
- Emir Preldžić

## S
- Oğuz Savaş

## T
- Kerem Tunçeri
- Mirsad Türkcan
- Hedo Türkoğlu

## V
- Birsel Vardarlı

## Y
- Haluk Yıldırım